# Cymindis picta
Cymindis (Cymindis) picta – gatunek chrząszcza z rodziny biegaczowatych, podrodziny Lebiinae i pleminia Lebiini.
Gatunek opisany został w 1771 roku przez Petera Simona Pallasa jako Carabus picta. 
Chrząszcz palearktyczny. Wykazany został z Ukrainy, Rosji, Azerbejdżanu, Armenii, Turcji, Iranu, Kazachstanu, Turkmenistanu, Uzbekistanu, Kirgistanu, Tadżykistanu, Afganistanu, chińskiego Xinjiangu. W Rosji i okolicy zasiedla Nizinę Południoworosyjską, Kaukaz Północny, wyżyny Armenii, południe Syberii Zachodniej, równinne obszary Kazachstanu, Turan, Tienszan, góry południowo-wschodniej Azji Środkowej oraz południowy i południowo-zachodni Ałtaj. W Iranie notowany z ostanu Ardabil.
Wyróżnia się 3 podgatunki tego chrząszcza:
- Cymindis picta attenuata Jakovlev, 1887
- Cymindis picta pamirensis Reinig, 1932
- Cymindis picta picta (Pallas, 1771)